# 布魯斯·韋恩 (DC擴展宇宙)
布魯斯·韋恩（英語：Bruce Wayne），英雄身份為蝙蝠俠（英語：Batman），是DC擴展宇宙（DCEU）系列電影中的虛構角色，改編自鮑勃·凱恩與比爾·芬格創作的同名角色，由班·艾佛列克飾演。
布魯斯·韋恩首次登場於《蝙蝠俠對超人：正義曙光》（2016年），其後於《自殺突擊隊》（2016年）、《正義聯盟》（2017年）以及其2021年導演剪輯版和即將上映的《閃電俠》（2023年）再度登場，是DC擴展宇宙的核心角色之一。粉絲們給該角色起了綽號班蝙（Batfleck），名字由班·艾佛列克（Ben Affleck）和蝙蝠俠（Batman）混合而成。
此版本的布魯斯·韋恩在克拉克·肯特／超人出現之前已經化身為蝙蝠俠近二十年，儘管最初與超人因理念不同並視他為潛在威脅而展開鬥爭，但在超人犧牲自己阻止毀滅日後開始欣賞他，並以他的名義成立了正義聯盟。聯盟在布魯斯的領導下，為阻止荒原狼以及其主人達克賽德收集三個母盒征服地球，最終利用母盒復活了超人以協助他們。

## 角色發展
2013年8月，華納兄弟宣布班·艾佛列克將在《超人：鋼鐵英雄》的續集《蝙蝠俠對超人：正義曙光》中飾演蝙蝠俠。這是艾佛列克第二次飾演超級英雄角色，此前他曾經在2003年電影《夜魔俠》中飾演麥特·梅鐸／夜魔俠。
在2017年電影《正義聯盟》之後，艾佛列克辭演了該角色。羅伯·派汀森接替他於2022年獨立電影中飾演蝙蝠俠。艾佛列克因為對該角色失去熱情以及個人生活等多種原因而辭演，儘管據稱查克·史奈德離開DC擴展宇宙以及隨後與其他導演和編劇產生創作分歧也是辭演因素之一。
與《正義聯盟》難熬的拍攝過程相比，艾佛列克表示參與史奈德的《正義聯盟》重拍以及於2023年電影《閃電俠》回歸「讓我對這個角色的體驗畫下一個非常好的句號。」部分行業分析師指艾佛列克暗示這將是他最後一次飾演蝙蝠俠，因為《閃電俠》中還有米高·基頓版本的蝙蝠俠回歸作為電影特色之一，亦有傳言指基頓版本的蝙蝠俠將在《閃電俠》之後取代艾佛列克成為DC擴展宇宙的角色，而他的角色將率先在當時尚未取消發行的《蝙蝠女孩》登場。

## 獎項
| 年份 | 電影                       | 獎項         | 類別                     | 結果 | 來源        |
| ---- | -------------------------- | ------------ | ------------------------ | ---- | ----------- |
| 2016 | 《蝙蝠俠對超人：正義曙光》 | 青少年票選獎 | 電影票選獎：科幻片男演員 | 提名 | [ 7 ]       |
| 2017 | 《蝙蝠俠對超人：正義曙光》 | 金酸莓獎     | 最差男主角               | 提名 | [ 8 ] [ 9 ] |
| 2017 | 《蝙蝠俠對超人：正義曙光》 | 金酸莓獎     | 最差搭檔                 | 獲獎 | [ 8 ] [ 9 ] |
| 2017 | 《蝙蝠俠對超人：正義曙光》 | 兒童票選獎   | 最受歡迎電影男演員       | 提名 | [ 10 ]      |
| 2017 | 《蝙蝠俠對超人：正義曙光》 | 兒童票選獎   | 最受歡迎動作明星         | 提名 | [ 10 ]      |
| 2017 | 《蝙蝠俠對超人：正義曙光》 | 兒童票選獎   | 最受歡迎亦敵亦友         | 提名 | [ 10 ]      |
| 2017 | 《正義聯盟》               | 青少年票選獎 | 最佳動作電影男演員       | 提名 | [ 11 ]      |

## 備註
1. ↑  與亨利·卡維爾共同獲提名。
2. ↑  與亨利·卡維爾共同獲提名。

## 外部連結
- 布魯斯·韋恩／蝙蝠俠 （页面存档备份，存于） DC漫畫維基百科